# (12580) Antonini
(12580) Antonini est un astéroïde de la ceinture principale.

## Description
(12580) Antonini est un astéroïde de la ceinture principale. Il fut découvert le 8 septembre 1999 à Saint-Michel-sur-Meurthe par Laurent Bernasconi. Il présente une orbite caractérisée par un demi-grand axe de 3,06 UA, une excentricité de 0,25 et une inclinaison de 2,6° par rapport à l'écliptique.

## Compléments